# Schwäbisches Donaumoos
Das Schwäbische Donaumoos ist das größte zusammenhängende Feuchtgebiet Süddeutschlands, das in post-pleistozäner Zeit von der Donau in der Flusslandschaft „Naturraum Donauried“ zwischen Neu-Ulm und Donauwörth geschaffen wurde. Das Schwäbische Donaumoos ist dabei der westliche Teil des Donaurieds, die Fläche zwischen Riedheim bis Gundelfingen, heutigem Donaukanal und Schwäbischer Alb. Dieser Teil ist eine hydrogeologische Besonderheit, weil die zum Donautal fließenden, riesigen Karstwassermengen der südöstlichen Schwäbischen Alb ein sehr großes Donaukies-Grundwasser-Reservoir geschaffen haben und dabei ein Feuchtgebiet, teilweise ein Niedermoor, entstand.
Nur ein kleiner Teil des ursprünglichen Feuchtgebiets konnte vor einer totalen Urbarmachung bewahrt werden. FFH-Schutz und die Ramsar-Konvention stufen den Teil auch als international bedeutend ein. Nur drei Naturschutzgebiete können als Reste eines vertitablen Niedermoores rückentwickelt werden. Sie sollen gegen die Interessen der Landwirtschaft (tiefere Entwässerung) und des Zweckverbands Landeswasserversorgung Baden-Württemberg (LW) (weniger Eutrophierung) als moortypisches, artenreiches Refugium für auch bedrohte Fauna und Flora gepflegt und wiedervernässt werden.

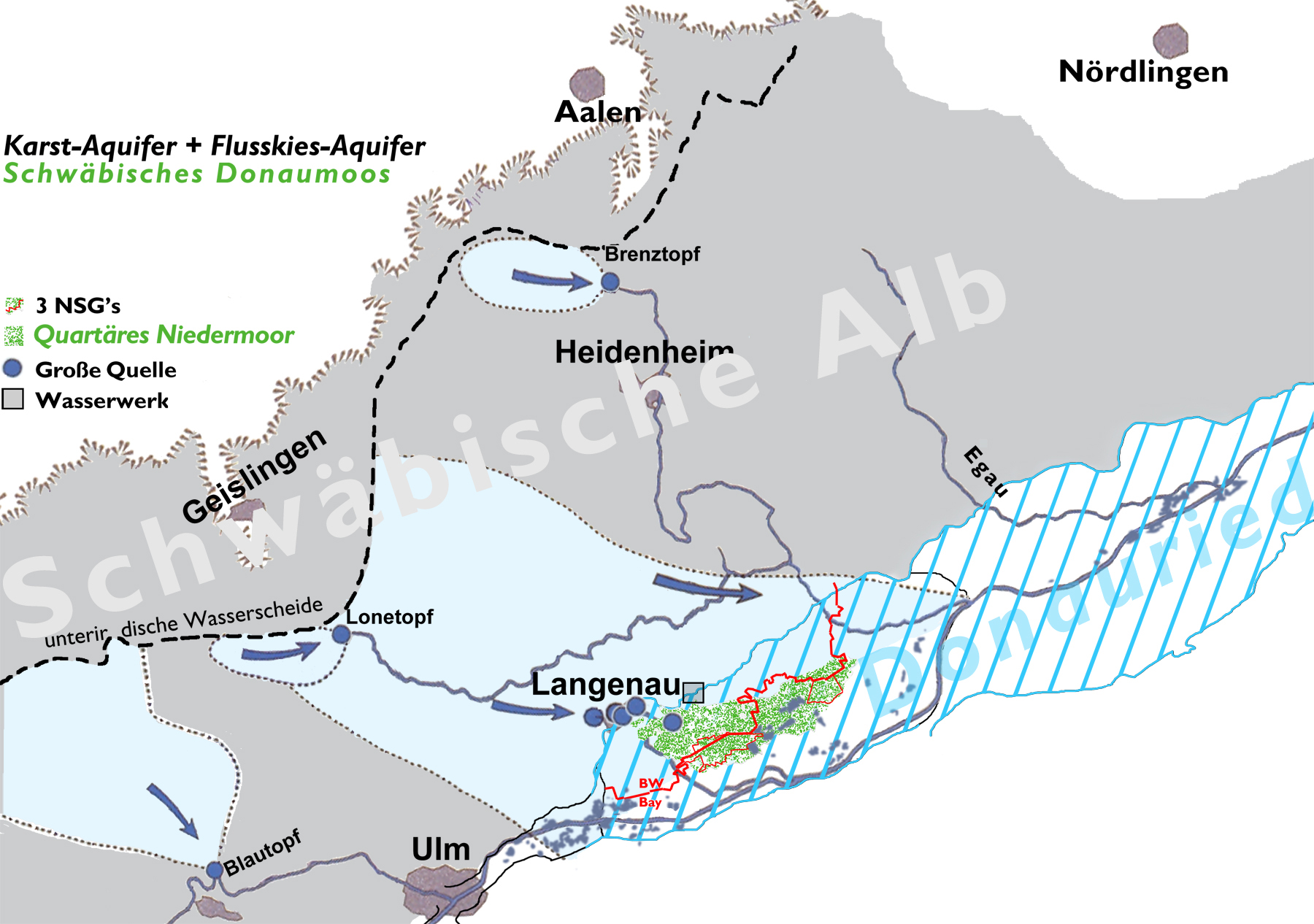
Schwäbisches Donaumoos im pleistozänen Flusstal: Karstwasser der Alb, Feuchtgebiete, Niedermoor

## Geographie
Der Begriff „Schwäbisches Donaumoos“ bezeichnet nur den „besonderen“, westlichen Teil des Donaurieds bis Sontheim an der Brenz/Gundelfingen an der Donau.
Das Feuchtgebiet „Flusstal der Donau: Langenau-Sontheim-Gundelfingen-Riedheim (Leipheim)“, ca. 7,5 × 15 km, wird im Norden von der südöstlichen Schwäbischen Alb begrenzt und im Süden von den Auwäldern (ca. 1500 m) der hier kanalisierten Donau (nur ca. 70 m). Am nördlichen Rand der breiten Flusstalebene liegen die Orte Langenau, Rammingen, Asselfingen (alle Alb-Donau-Kreis), Niederstotzingen und Sontheim (beide Landkreis Heidenheim). Am südlichen Rand der Fluss-Talebene liegen Elchingen, Riedheim, Leipheim, Günzburg, Offingen, Gundremmingen, Gundelfingen. Alle südlichen Orte gehören zum bayrischen Regierungsbezirk Schwaben. Die politische Grenzziehung zwischen Baden-Württemberg und Bayern ist nur für die Administration und Entwicklung des Naturraums von Belang.

### Wirtschafts-Geographie

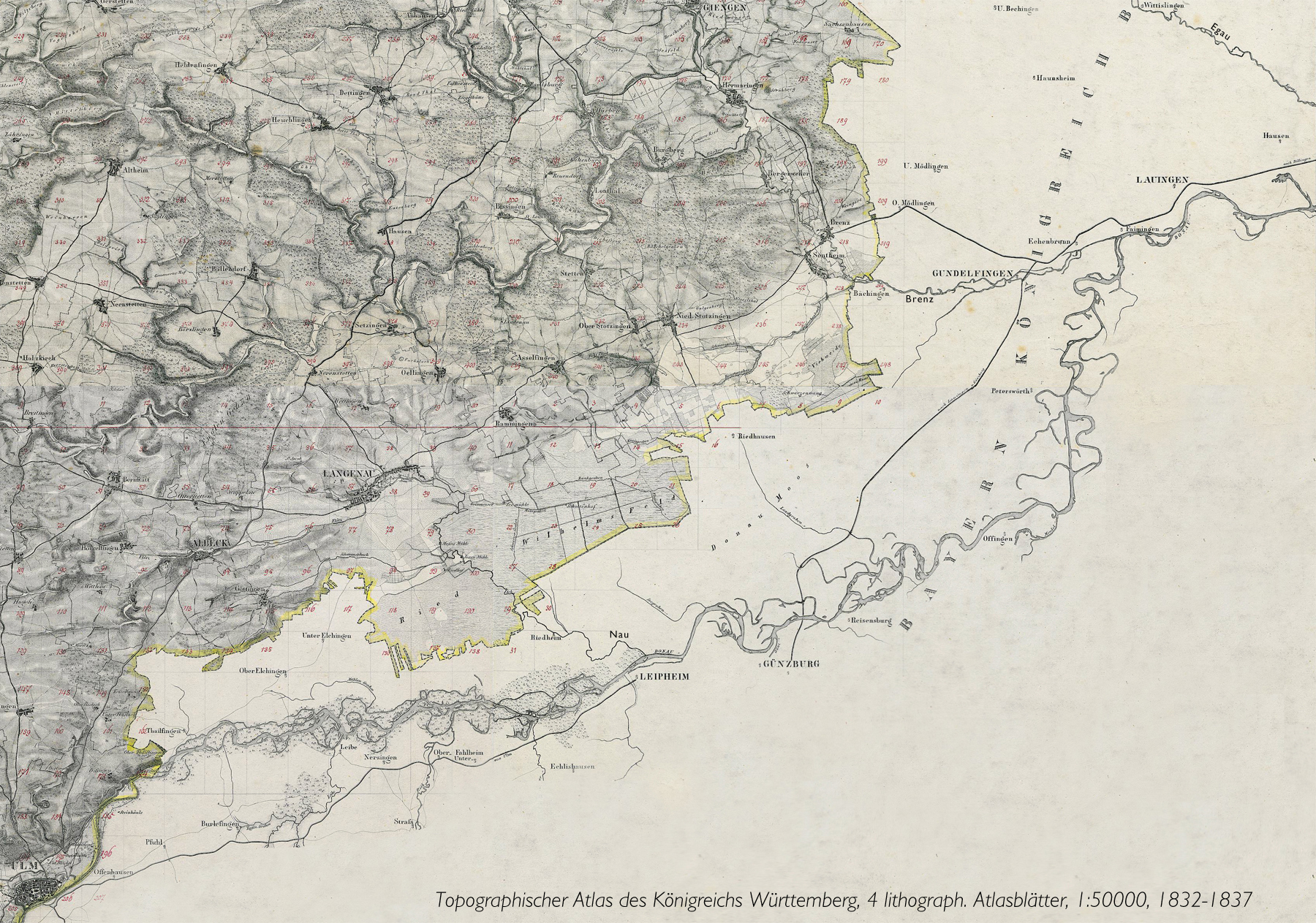
Donauschlingen Ulm-Lauingen, 4 Blätter, Topograph. Atlas 1832–1837

Die offene und weite Riedfläche selbst ist wenig besiedelt. Das (land-)wirtschaftliche Potential des Rieds wurde aber erkannt und sukzessive genutzt. 1837 waren erste, kleinere Abschnitte der stark mäandernden Donau zwischen Ulm und Lauingen begradigt. 1871 war die Begradigung bis Passau vollendet. Von 1959 bis 1965 wurden vier Staustufen realisiert. Nach und nach wurden Flächen des Naturraums extensiv, d. h. wegen häufiger witterungs- und standortbedingter Ertragseinbußen nur für Hutung, als Streumahd oder Heuwiese, genutzt. Deshalb wurde versucht, den Grundwasserspiegel durch das Ziehen von Entwässerungsgräben zu senken. Die verstärkte Sohlenerosion nach der Donaukorrektur erleichterte die Urbarmachung. Die Intensivierung der Landwirtschaft durch Ackerbau folgte dann ab der Industrialisierung wegen steigender Bevölkerung und später wegen der Not nach den Weltkriegen.
Insbesondere im bayrischen Teil des Feuchtgebiets kam es während des Baubooms in den 1960er- und 1970er-Jahren zu beträchtlichen Ausdehnungen der Siedlungs- und Gewerbeflächen in den Randzonen. Auch die wirtschaftliche Gewinnung von Kies und Sand als begehrte Rohstoffe für Bauwirtschaft und Straßenbau stieg sprunghaft an. Es entstanden zahlreiche wassergefüllte Kiesgruben und künstliche Seen. Das Torfstechen im Niedermoor, ab 1900 im baden-württembergischen Teil auch maschinengestützt, wurde schon nach dem Zweiten Weltkrieg wieder aufgegeben.
Seit 1917 schöpft die „Landeswasserversorgung BW“ (LW) Wasser zur Trinkwassergewinnung aus dem Ried. Seit dem Staatsvertrag von 1970/1992 zwischen Baden-Württemberg und Bayern hat der Zweckverband auch das Wasserrecht, bei Günzburg Donauwasser auszuleiten.
Seit etwa 1990 steigen die Finanzmittel für eine Rückentwicklung des Niedermoors. Das hat zunehmend, wenn auch nur begrenzt, wirtschaftliche Bedeutung.

## Geologie
Der Teil der Schwäbischen Alb, welcher an den nördlichen Rand des Donautales grenzt, ist wie die ganze Alb von geschichteten oder massigen Kalksteinen des Weißen Jura geprägt. Die Albtafel fällt, wie die ganze Südwestdeutsche Schichtstufenlandschaft, weitgehend gleichmäßig um 1 bis 1,7 % nach Südsüdost bis Südost ab. Auf Teile der Albtafel südlich der Lone legten sich noch Abtragungssedimente aus den Alpen. Die seit der Alpenentstehung (Hauptphase seit dem Unter-Miozän) abgetragenen und erneut sedimentierten Gesteine sind hier noch heute inselartig vorhanden. Auch im von den Schmelzwassermassen der Kaltzeiten ausgeräumten Tal sind diese unter der Oberfläche nach Süden keilförmig wachsenden Molassesedimente noch erhalten.
Die fluviatile Dynamik der Donau hat seit dem Spät-Pleistozän, vor allem in periglazialen Zeiten, die Flusslandschaft, das heißt: die Deckschichten und die obersten Gesteinsformationen geprägt. Vor allem Prozesse von Erosion, Verwitterung und Tektonik der letzten 50.000 Jahre haben gewirkt. Mit dem Abklingen der Schmelzwassermassen ließen auch die enormen Geschiebelasten der südlichen Zuflüsse und die übrigen, angelandeten Sedimentationen nach. Kiese und Sande wurden durch „eine durchgehende, teilweise nur wenige Zentimeter starke, verbliebene Lehm- und Tonschicht“ überdeckt. Diese, zumeist undurchlässigen, Deckschichten ermöglichten schließlich die Entstehung eines ausgedehnten Niedermoors. Bis etwa vor 200 Jahren verblieb diese Flusslandschaft im Wesentlichen ein Feuchtbiotop, im Kernbereich ein Niedermoor und die Donau mäanderte – ihre Schlingen mehrfach wechselnd. Die Morphologie, die Sedimente und der Grundwasserkieskörper blieben vom Menschen unberührt.
Wilhelm Schloz (Landesamt für Geologie, Raumplanung und Boden) hat 1979 die „Zeichnung eines geologischen Nord-Süd-Schnitts Asselfingen-Donau-Günzburg“ veröffentlicht, die sich auf eine Reihe von Bohrungen stützt. Demzufolge haben hohe Grundwasserspiegel durch ausreichende Karstwasserzuflüsse im Präboreal bis späten Atlantikum die Verdichtung von sehr langsam mikrobiell-organischem Pflanzenabbau (Torfbildung) bewirkt. In tiefer liegenden, abflusslosen Senken bestehen trotz anthropogener Wassergraben-Systeme auch heute noch Niedermoorinseln.
Die Befunde von W. Schloz, den geologischen Aufbau der Gesteinsschichten unter den holozänen Decken (Schluff, Ton, Kalkmudde, Anmoor, Wiesenkalk, Moorboden), zeigt das Geologische Profil in der überarbeiteten Graphik.
Am Südrand der Donautals ist der Weißjura bereits rund 150 m abgetaucht.

## Hydrogeologie

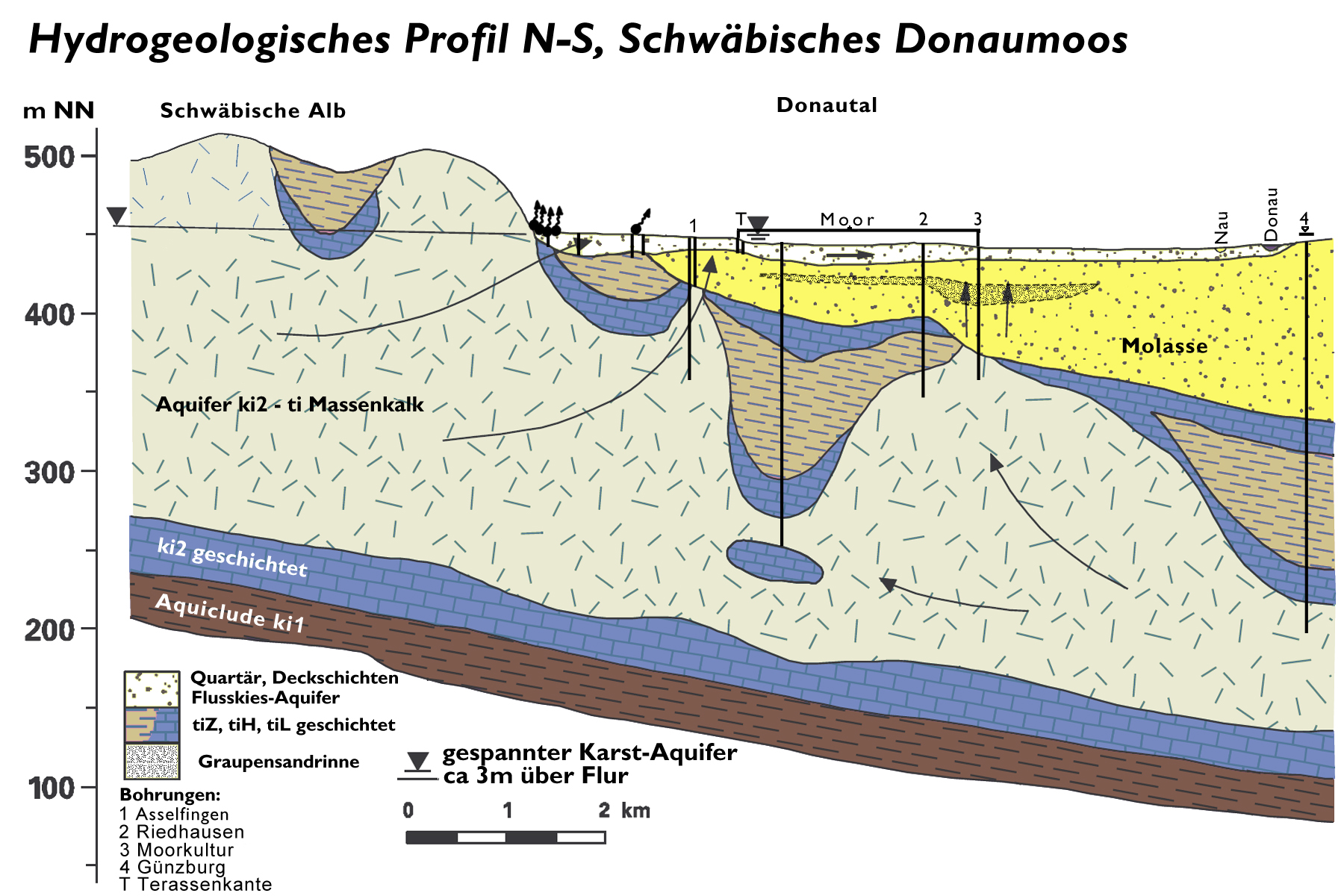
Hydrogeologisches Profil des Schwäbisches Donaumooses. Schichten, Karst- und Flusskies-Aquifer

Das ganze etwa 55 km lange post-pleistozäne Feuchtgebiet der Donauebene zwischen Langenau und Donauwörth ist als eigenständiger „Naturraum Donauried“ (Ried=Moor) definiert.
Das Schwäbische Donaumoos, der etwa 7,5 × 15 km große westliche Teil des Donaurieds bis Sontheim/Gundelfingen hat trotz Erstellung und Ausweitung eines Entwässerungssystems auch heute noch den besonderen Charakter nasser Böden und extrem ergiebiger Grundwasservorräte. Bis etwa 1800 prägte der Fluss und die Schichten unmittelbar darunter die Landschaft als veritables „Durchströmungsmoor“ mit entsprechender Fauna und Flora. „Erst mit Beginn des Industriezeitalters bei steigender Bevölkerungsdichte und vermehrtem Energiebedarf“ begannen die Menschen die Landschaft zu verändern.

### Karstaquifer
Der Wasserreichtum ergibt sich aus dem Karstgrundwassersystems des „Tiefen Karst“ eines Teils der östlichen Schwäbischen Alb. Das in den Sommermonaten verstärkt anfallende Niederschlagswasser dieser Albflächen versickert und fließt langsam nach Südosten. Ein markantes Beispiel für die extremen Karstversickerungen liefert der kleine Fluss Lone. Dieser im Unter-Miozän schon bestehende und damals sehr bedeutende Entwässerungsstrang („Heilbronner- und Tübinger Lone“) ist heute nur noch ein kleiner, 36 km langer, auf die Alb beschränkter Bach. Das Lone-Wasser, einschließlich der Einzugsgebiete der wenigen Seitentäler (alles Trockentäler), versickert in den meisten Jahren vollständig.
Den einzigen nennenswerten direkten Aufstieg des Karstgrundwassers zur Erdoberfläche südlich der Lone stellen heute die Karstquellen im Ort Langenau an der Randstufe des pleistozänen Donautals – dem Südrand der Schwäbischen Alb – dar. Die großen Schüttungen mehrerer Karstquellen sind von gewöhnlichen Niederschlagsereignissen weitgehend unabhängig. Der übrige Karstwasser-Abfluss steigt unterirdisch in das breite Flusstal auf.
Dem Wasser des Weißjura-Karst-Aquifers ist der direkte Übertritt in den Haupt-Vorfluter Donau versperrt, da der alte mäandernde und auch der heute kanalisierte Fluss am Südrand des Tals verläuft. Auch die gering- bis undurchlässigen Molasseschichten unter dem Talboden sind sperrend. Stattdessen dringt das Karstgrundwasser „lateral“ und aufsteigend in den gut durchlässigen Grundwasserleiter „Kiesaquifer“ ein. In den nach Süden mächtiger werdenden Molasse-Sedimenten dringt immer weniger Karstwasser nach oben durch. Sofern Karstgrundwasser heutzutage nicht zur Trinkwassergewinnung von der LW entnommen wird, fließt es über Quellen, Entwässerungsgräben, Bäche, die Nau und die Brenz indirekt in die Donau.

### Die Nau und ihre Karstquellen

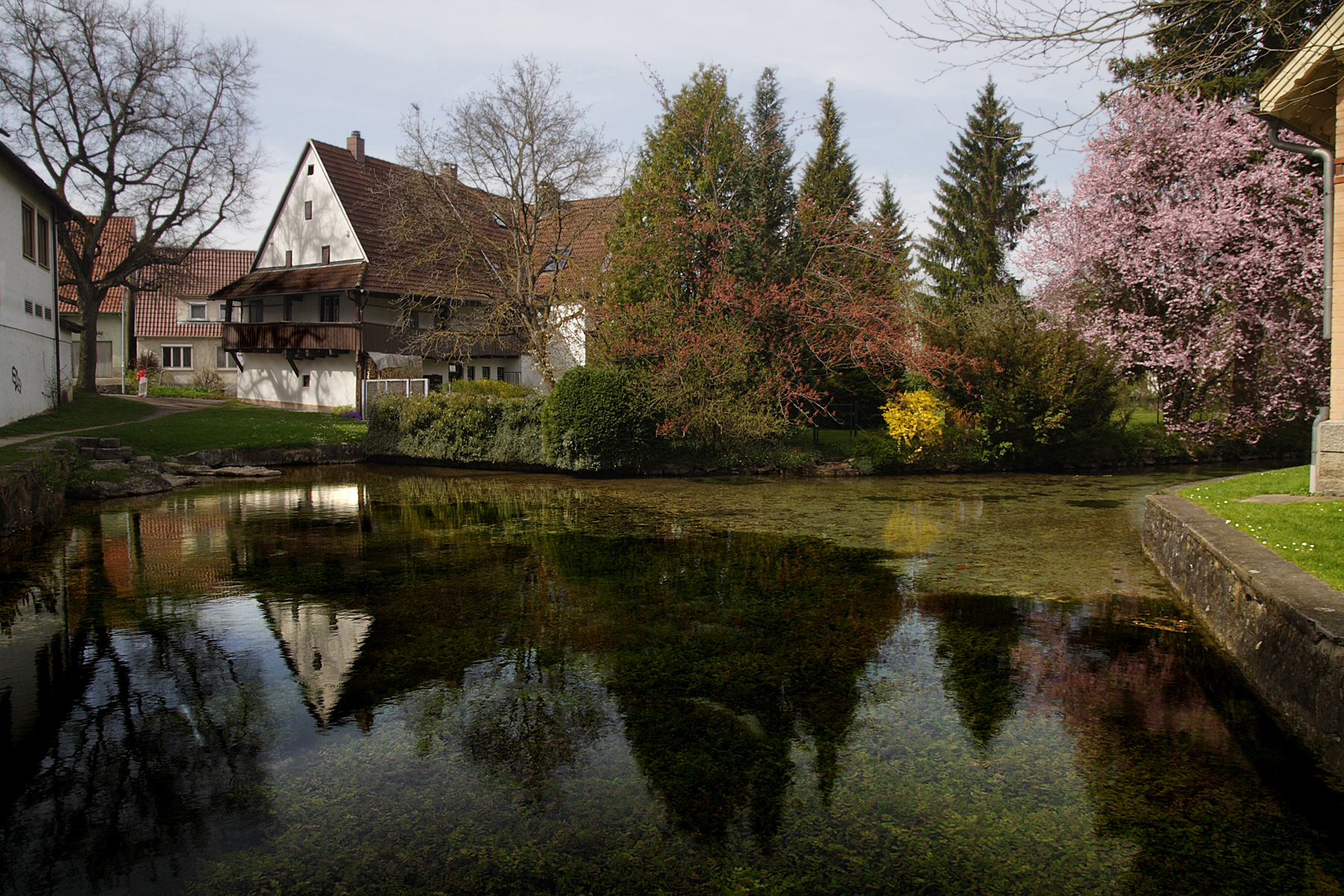
Karstquelltopf Löffelbrunnen, Langenauer Becken, Donautal

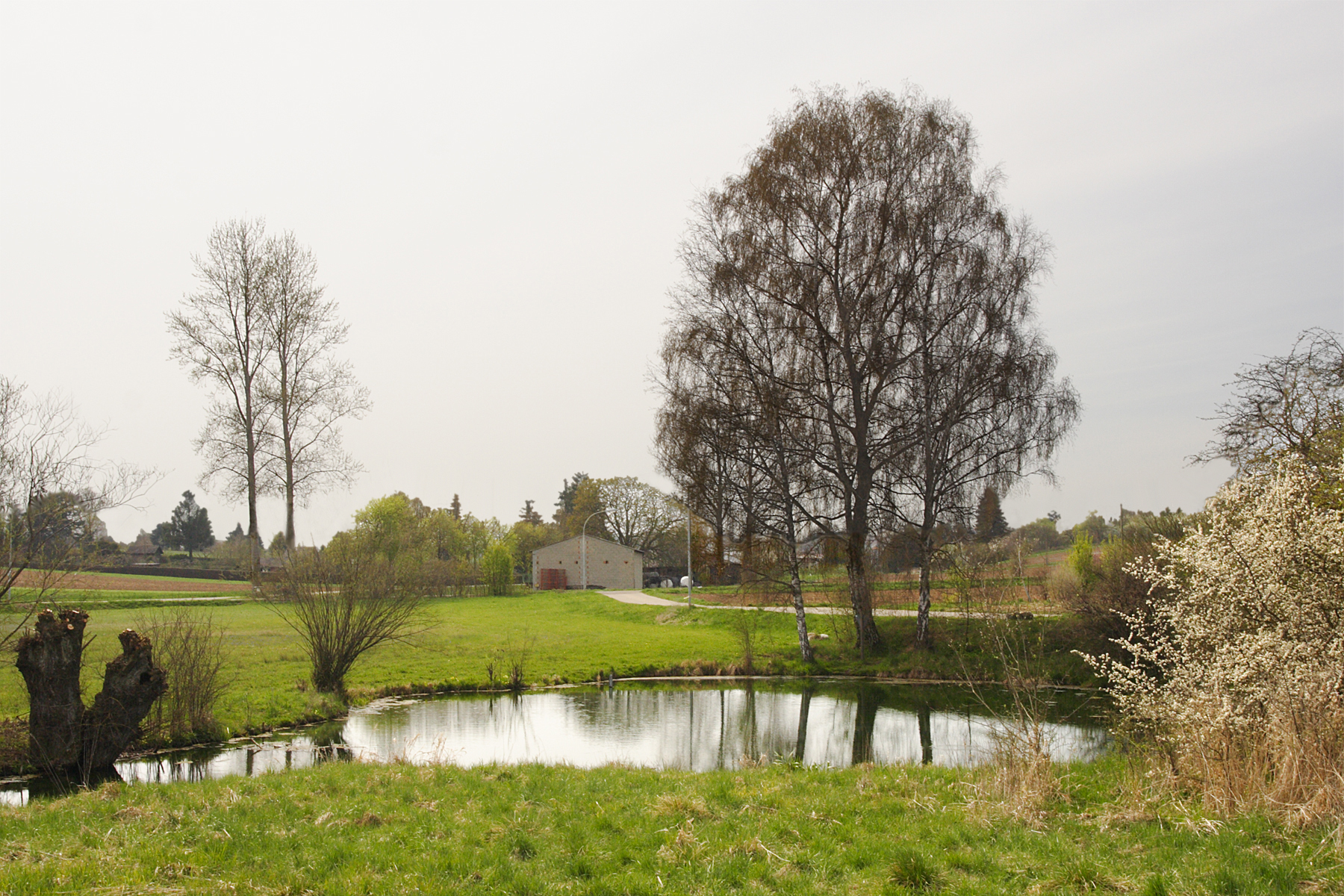
Karstquelltopf der Nauquelle, Langenauer Becken

In der nordwestlichen Spitze des breiten Donau-Flussbettes, der Bucht des so genannten „Langenauer Becken,“ in welchem sich die Stadt Langenau entwickelt hat, dringt das Karstwasser aus vier großen und mehreren kleinen Karstquellen an die Oberfläche, denn der Karstwasserspiegel der Alb entspricht hier exakt dem „Vorfluter“-Niveau der alten Donau; Molasse-Sedimente sind hier nicht vorhanden. Das 26 km lange, am westlichen Niedermoorrand mäandernde Flüsschen Nau ist zwar für die Langenauer Karstquellen eine Entwässerungsrinne. Die baden-württembergischen Feuchtwiesen und das zentral liegende Niedermoor stehen dagegen nur bei Überschwemmungen mit der Nau im Austausch. Durch die Grundwassersenkung nach der Donaubegradigung haben aber Überschwemmungen nachgelassen. Erst durch die wasserrechtliche Genehmigung zum Bau und Inbetriebnahme (2006–2011) einer Nau-Wasserleitung in die naturgeschützten Niedermoorbereiche zum Zweck einer Wiedervernässung besteht wieder ein Austausch. Nach einem Stück Parallellauf durch die holozäne Donau-Waldaue mündet die Nau westlich von Günzburg in die heutige Donau.

### Flusskiesaquifer
Die unter-miozänen und die quartären Sande und Kiese des gesamten Talprofils werden durch die Karstwasser der Schwäbischen Alb zu einem sehr ergiebigen Grundwasser-Aquifer aufgefüllt; der Abfluss ist dagegen verzögert. Die Mächtigkeit der wenig oder gar nicht durchlässigen Mergel- und Kalkmergel-Schichten des Weißjura (bis zu 150 m) und die darunter liegenden sehr mächtigen karstwasserführenden Schichten (bis 230 m) bilden zusammen mit den keilförmig nach Süden mächtiger werdenden Molasse-Schichten im bis zu 7,5 km breiten Donautal ein sehr unregelmäßiges geologisches Nord-Süd-Profil. Seit dem Bau der Staustufen (1959–1965) steht das Grundwasser des Schwäbischen Donaumoos nur noch unwesentlich mit dem Fluss im Austausch.

### Perforation: Decke / Molasse

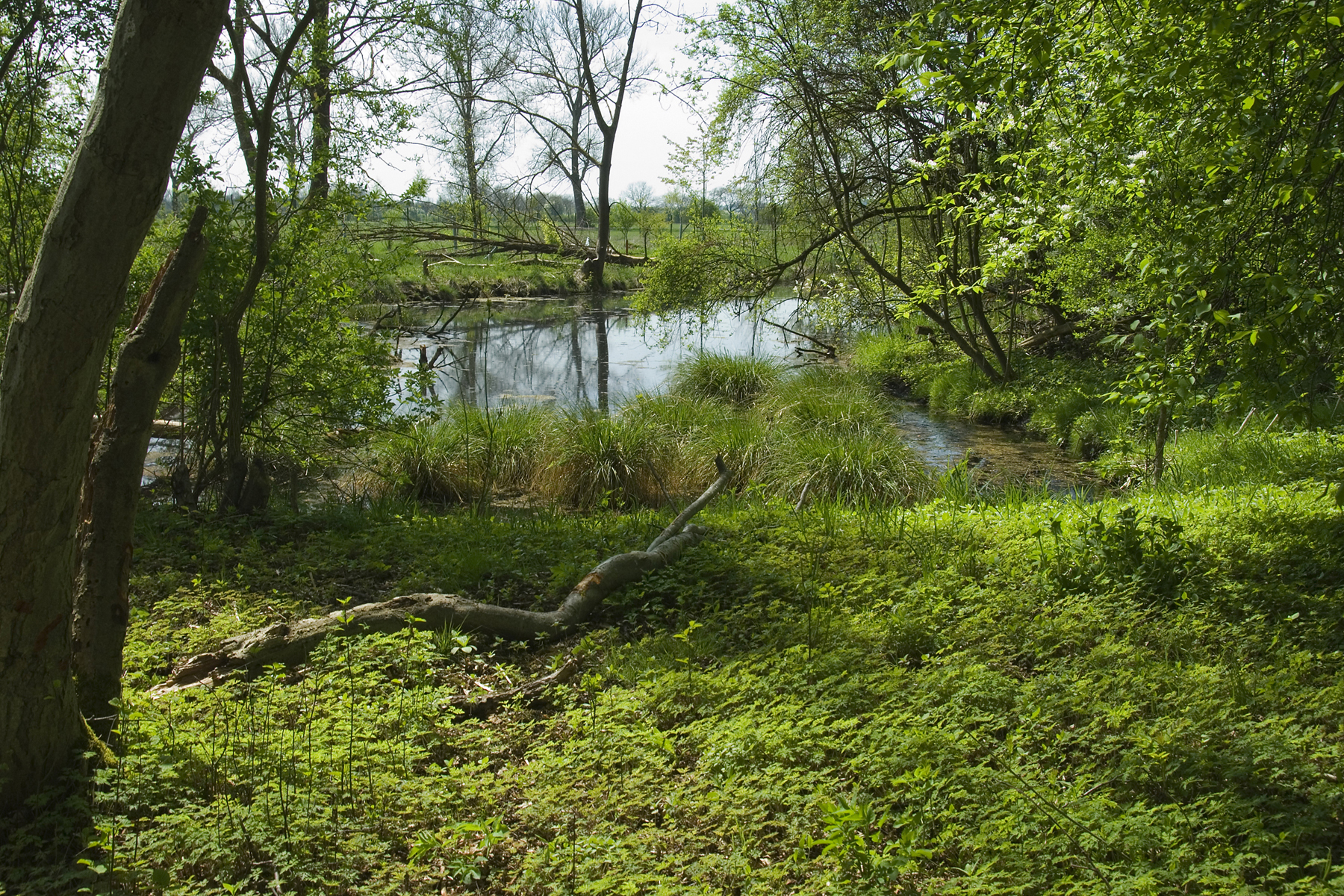
Naturdenkmal, Geotop „Karstquelltopf Grimmensee“

Zwar bildet die keilförmig nach Süden dicker werdende Molasse (kalkige USM) eine zunehmend effektive hydraulische Trennschicht zum Karst-Aquifer, jedoch gibt es, vor allem entlang Verwerfungen auch „Schwachstellen“ in der Molasse, die vertikal wasserdurchlässig sind. W. Schloz, Landesamt für Geologie, Rohstoffe und Bergbau BW (LGRB) nennt sogar so genannte „Deckschichten-Fenster“, durch die Karstwasser der tiefer sinkenden Weißjura-Formation bis an die Oberfläche drückt. Der Karstquelltopf „Naturdenkmal Grimmensee“, 454 m ü. NN in den nördlichen, feucht bis sumpfigen Flächen des baden-württembergischen Donauteils, ist wahrscheinlich ein Relikt früher zahlreicherer Aufbrüche in der Molasse. Solche Aufbrüche sind eigentlich „artesische Quellen“, denn die, u. a. tonig-lehmigen und mehr oder weniger undurchlässigen, Deckenschichten liegen bis zu 3 m tiefer als der aktuelle Karstwasserspiegel der Alb in diesem Abschnitt; es liegt daher ein „gespannter Aquifer“ vor.

## Klima
Durch die Lage im Regenschatten der Schwäbischen Alb zählt das Schwäbische Donaumoos zu den niederschlagsärmsten Gebieten des Alpenvorlands. In der weiten Beckenlandschaft des Flusstals kommt es zur Häufung von Kaltluftseen; es besteht eine ganzjährige Bodenfrostgefährdung (vgl. auch diesbezüglich die ARGE in den Weblinks).

## Naturraum-Zerstörung durch menschliche Eingriffe
Bis zu Anfang des 19. Jahrhunderts konnten die überwiegend nassen Flächen des Schwäbischen Donaumooses nur für extensive landwirtschaftliche Tätigkeiten genutzt werden. Die Natur des veritablen Niedermoors blieb noch in Gänze untangiert. Die periodischen Hochwasser oder anhaltende Niederschläge machten vermeintlich trockene Flächen in der Donauebene für Ackerbau gänzlich ungeeignet, als Weideland nur bedingt geeignet. Die Begradigung der bis dahin durch zahlreiche Flussschlingen geprägten Donau ließ das Wasser schneller abfließen, senkte aber die Flusssohle und damit auch den Grundwasserspiegel. Überschwemmungen im Tal wurden seltener. Zusammen mit der Ziehung von Entwässerungsgräben gelang es, Flächen für Ackerbau geeigneter zu machen.
Durch weitere, flächendeckende Grabenziehungen ab 1822, gelang eine beachtliche weitere Absenkung des Grundwasserspiegels im Tal. Ungünstige bodenphysikalische Gegebenheiten und der fallende Grundwasserspiegel führten aber in trockenen Jahren (z. B. schon 1842) zu regelrechten Dürrekatastrophen mit Ernteausfall, Bodenverwehung und Trockenrissen. In nassen Jahren wurden Ackerflächen zu nass und Ernten gingen verloren.
Der baden-württembergische „Wasser- und Bodenverband Donauried“, Langenau, nahm Ende der 60er Jahre „eine Generalsanierung des Grabensystems“ vor. Durch diese rigorose Drainage sank der Grundwasserspiegel noch tiefer ab. Manche Gräben wurden bis tief in den quartären Flusskies-Aquifer gegraben. Der Ausbau des Landesgrenzgrabens wirkte sich aber „extrem negativ“ für den Wasserhaushalt der Riedtorfe aus. Die beiden Teilflächen des 1966 gebildeten Naturschutzgebiets „Langenauer Ried“ wurden „zu Inseln in einer ausgedehnten Ackerlandschaft.“ Erst durch die Naturschutzgebiet-Erweiterung „um etliche wertvolle Moorrestflächen und um zwei Exklaven auf anstehendem Wiesenkalk“ 1981, konnte der Wasserhaushalt wenigstens stabilisiert werden.
„Ende des 20. Jahrhunderts waren mehr als 60 Prozent Ackerland und der Grünlandanteil auf 35 Prozent gesunken“. „Die Flurbereinigung und der intensive Ackerbau haben das naturtypische Artenpotential bis auf ein Allerweltsspektrum degradiert und reduziert.“
Da intensiv bewirtschafte Flächen mit natürlichem Dünger (Mist und Gülle) oder auch mit Chemie ertragreicher gemacht werden konnten, führte jede Umwandlung von Grünland in Ackerland zu höherer Belastung mit Nitraten (Eutrophierung, gravierend bei der Trinkwasserherstellung).
Die Interessen an „sonstige wirtschaftliche Nutzung“ des Schwäbischen Donaumooses haben den Level des Grundwassers zwar zusätzlich belastet; aber als nur begrenzt verfügbare Ressourcen sind Torf- und Kiesabbau inzwischen nicht mehr sehr relevant.
- Etwa ab 1790 begann der Torfabbau, wurde aber in den 1960er Jahren ganz eingestellt.[37][31][38][39] Er führte aber zu Torfsackung, Trockenrissen und beginnender Mineralisierung.[31]

- Ab den 1960er Jahren wurde der wirtschaftliche Kiesabbau begonnen. Baggerseen[40] im östlichen Umfeld der später entstandenen bayrischen Naturschutzgebiete (1983, 1992) sind auf Kartenwerken eingezeichnet. Diese Tätigkeiten waren so stark entwässernd, dass „zu Zeiten massiver Kiesentnahme mehrfach ganze Grabensysteme trockenfielen.“[41] Der Badebetrieb und die ganzjährige Sportfischerei stellen ein Störungspotential für zu schützende Pflanzen- und Tierarten dar.[42]

Seit 1917 schöpft der Zweckverband LW, dem ein großer Teil des Naturschutzgebiets Langenauer Ried und künftige Erweiterungsflächen gehören, die großen Wasservorräte im Ried für eines der bedeutendsten Fernleitungssysteme von BW ab. Aus zahlreichen rund zwölf Meter tiefen Brunnen, die jeweils zu sechs „Wasserfassungen“ zusammengefasst sind, werden derzeit jährlich maximal 40 Millionen Kubikmeter Grundwasser hochgepumpt, in einem Wasserwerk östlich von Langenau zu Trinkwasser aufbereitet und bis in den Stuttgarter Raum befördert. Zusätzlich hat die LW 1970 durch Staatsvertrag Baden-Württemberg-Bayern das Wasserrecht erworben, zur Trinkwassergewinnung für BW einen festgelegten Wasseranteil direkt aus dem Donaufluss zu schöpfen. „Längerfristig will der Zweckverband die Grundwasserförderung auf Tiefenbrunnen ausdehnen, die möglichen Auswirkungen sollen aber in einer Umweltverträglichkeitsstudie untersucht werden. Nach heutigen Erkenntnissen ist es nicht auszuschließen, daß dadurch der zentrale Moorkörper weiter geschädigt wird.“

## Verbliebene Lebensräume

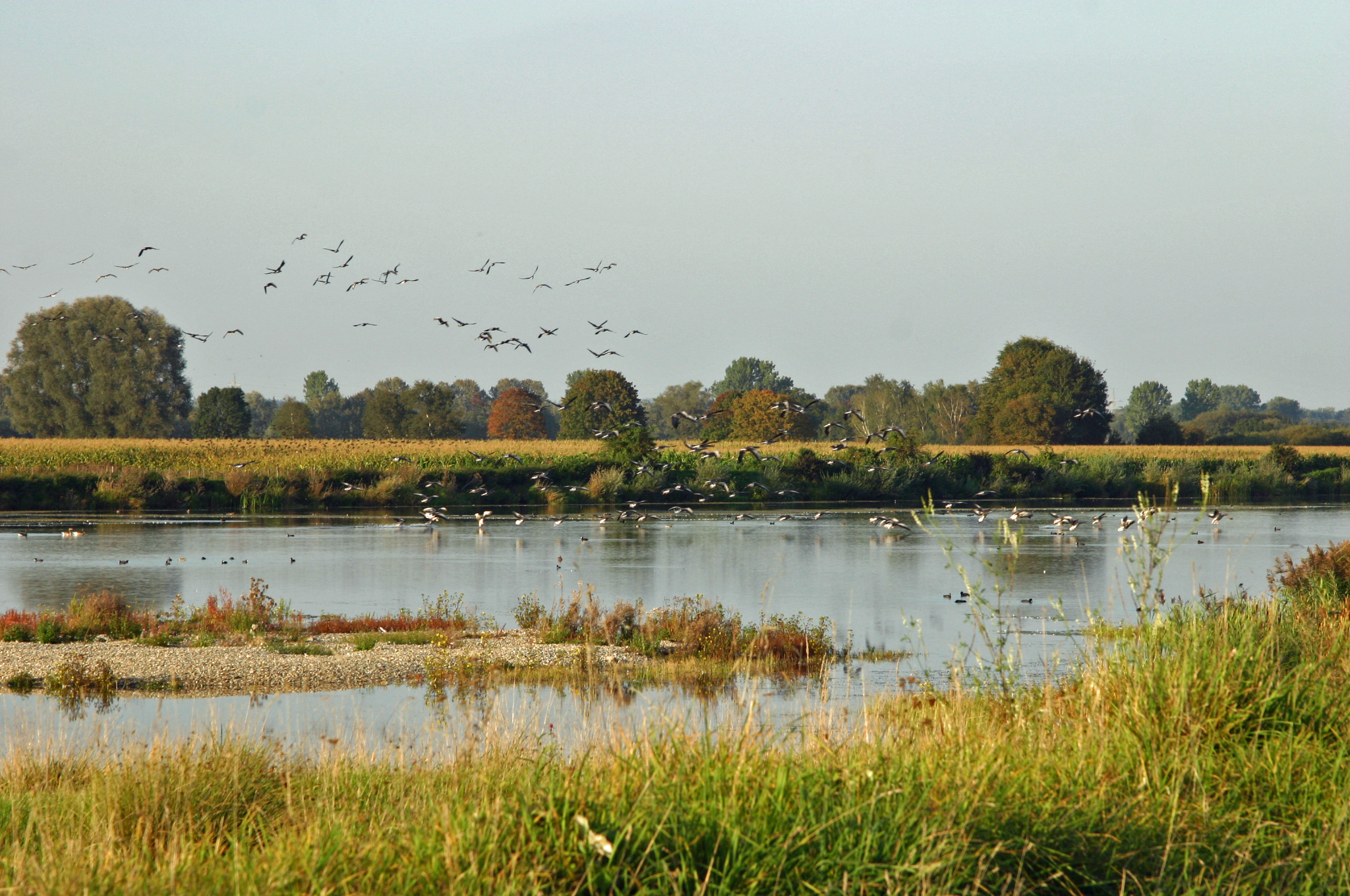
Vogelzug im Sophienried (Donaukies-Baggerseen östlich NSG „Gundelfinger Donaumoos“)

Das Schwäbische Donaumoos stellt aufgrund des Wasserreichtums auch außerhalb der Schutzgebiete nach wie vor einen Hort von Raritäten der Tier- und Pflanzenwelt eines Feuchtgebiets dar. Außerdem bieten die Flachwasserzonen vor allem im Frühjahr und im Herbst Zugvögeln einen idealen Rastplatz. In dieser Zeit ist dort oft eine große Anzahl von Silberreihern und Wildgänsen anzutreffen, die sich auf den Feldern nahe den Gewässern tummeln.
Neben Raritäten wie Kiebitzen und Brachvögeln ist als absolute Besonderheit die Anwesenheit eines Kranichpaares zu nennen. Das Feuchtgebiet ist auch ein wichtiger Nahrungslieferant für Weißstörche, die sich in Bächingen und Gundelfingen niedergelassen haben.
An drei Kiesbaggerseen und dem „Faiminger Donau-Stausee“ wurden Vogel-Beobachtungstürme und eine Beobachtungshütte errichtet. Zur Natur- und Vogelbeobachtung sind auch weitere Stellen geeignet (vgl. auch diesbezüglich die ARGE in den Weblinks).

## Rettung des Rest-Niedermoors vor dem Untergang

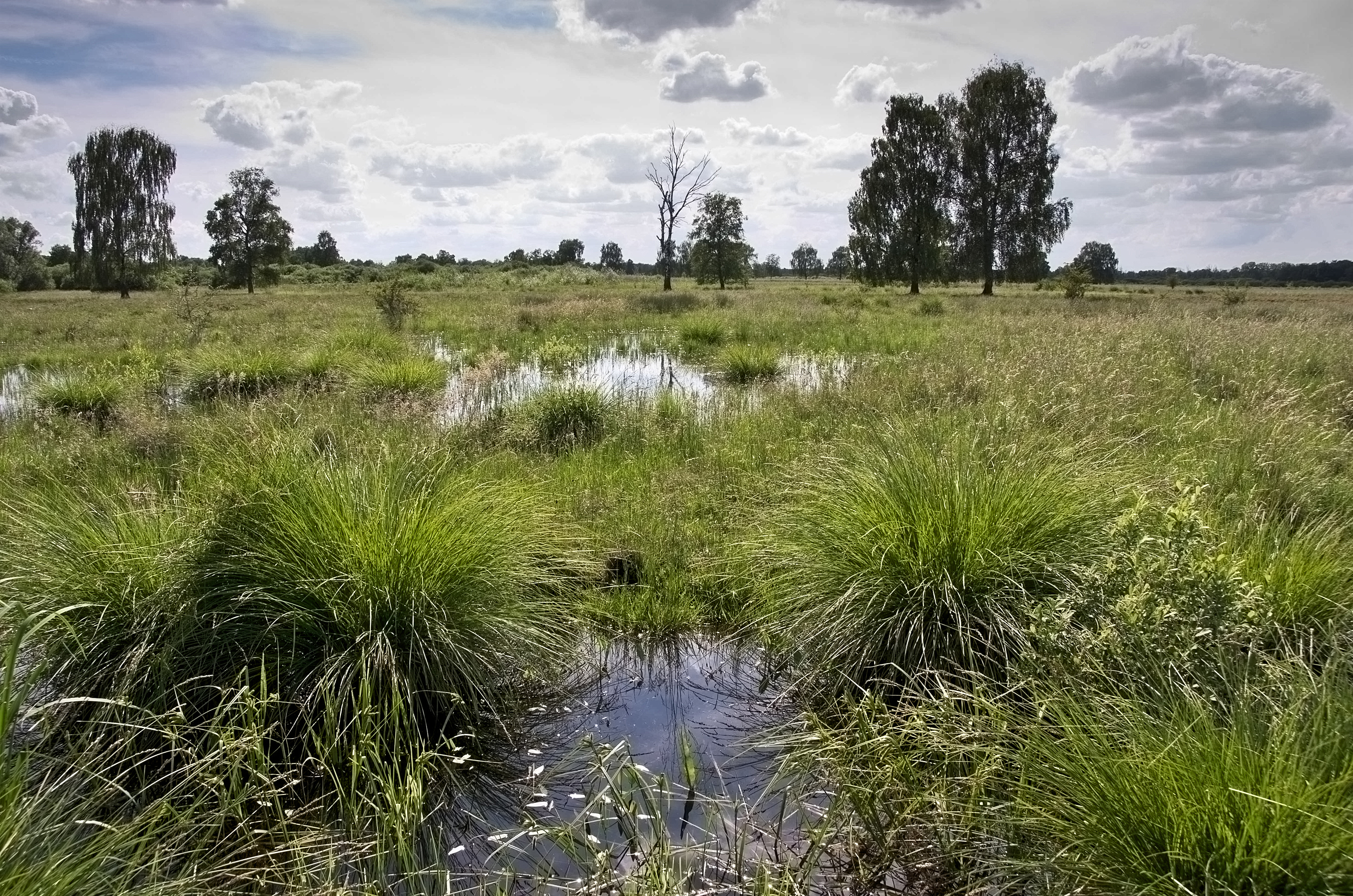
NSG Leipheimer Moos, Seggen, wiedervernässter Bereich

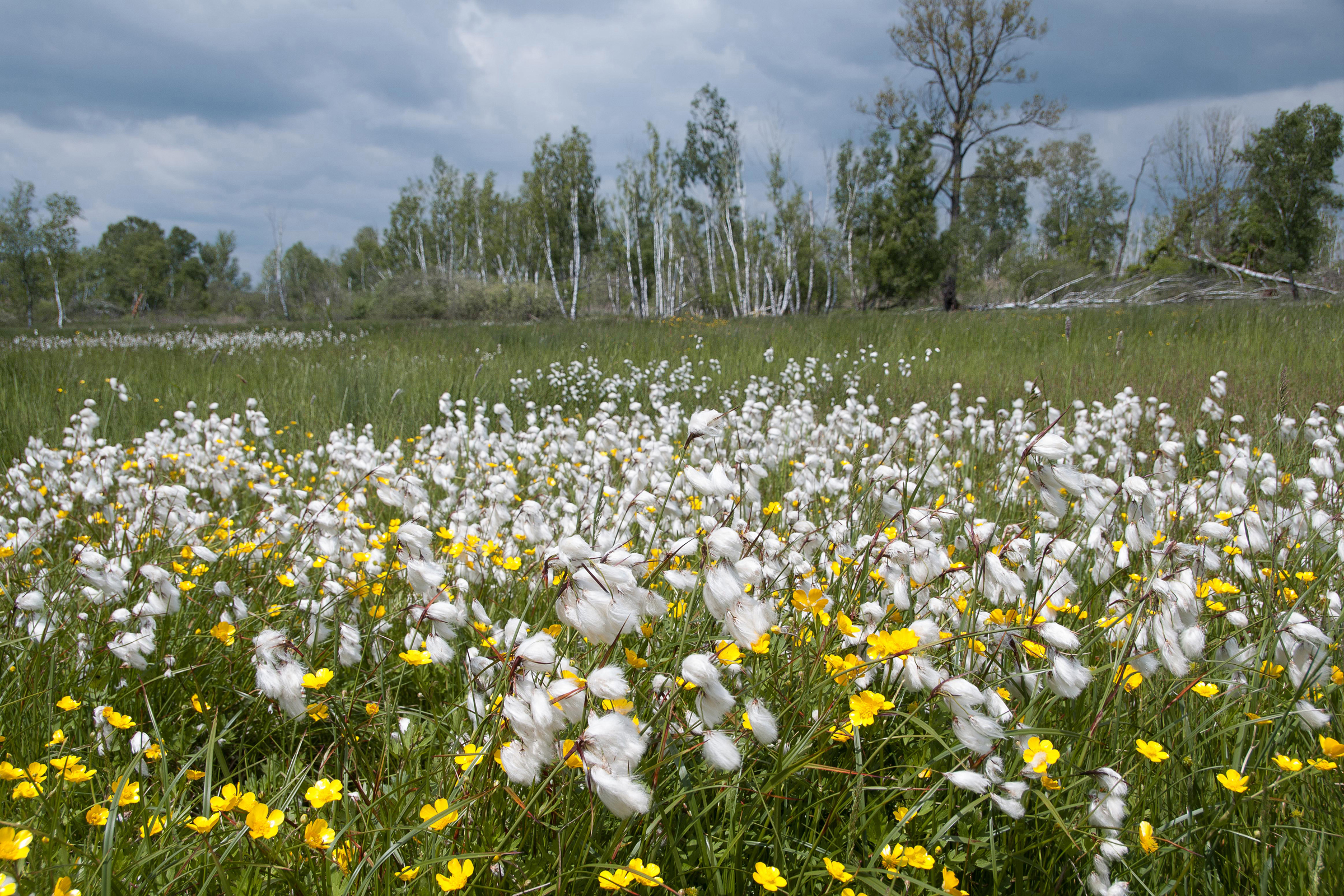
NSG Leipheimer Moos, moortypische Flora: Wollgras zwischen Riedgräsern

Die Eingriffe in den Naturraum Schwäbisches Donaumoos, die vor 200 Jahren begonnen hatten, nahmen derart beängstigende Ausmaße an, dass wirtschaftliche Instanzen, Initiativen, staatliche Institutionen und Nichtregierungsorganisationen (NGO) zu einem Ausgleich gegensätzlicher Interessen bereit wurden, auch wenn dazu Rechte oder materielle Vorteile aufzugeben waren. Oberstes Ziel war nun: „Möglichst großräumige Entwicklung und Erhaltung einer offenen, ökologisch intakten Riedlandschaft mit naturschutzverträglicher Landwirtschaft.“ Die bayrische Regierung von Schwaben wies das Gundelfinger Moos 1983 als NSG aus, das Leipheimer Moos 1992.
Von dem ganzen Niedermoor, welches sich seit der Nach-Würm-Eiszeit entwickelt hatte, können heute nur noch Flächen in ein veritables Niedermoor rückentwickelt werden, wenn sie wie die NSG‘e Langenauer Ried (BW), Leipheimer Moos und Gundelfinger Moos (beide Bay) geschützt sind. Diese Flächen sind auch durch die bedeutenden internationalen Regelungen NATURA 2000 und die Ramsar-Konvention geschützt. Damit sind 10 % des ursprünglichen Feuchtgebietes als moortypische Lebensräume und Biotope, als artenreicher Refugialraum für Fauna und Flora rückentwickelbar. In diesen Bereichen leben auch bedrohte Arten („Rote Liste gefährdeter Arten“) oder sind nach diversen Entwicklungsmaßnahmen in sie zurückgekehrt. Gezielte Artenhilfsmaßnahmen werden fortgeführt. Der Kernbereich (die NSG‘e) soll stufenweise erweitert werden. Übergänge zu extensiver, gleichwohl tragfähiger Bewirtschaftung, wie z. B. durch die Rückführung von Ackerflächen in Grünland sind eingeleitet. (vgl. auch diesbezüglich die ARGE in den Weblinks).

### Hebung des Grundwasserspiegels
Das wichtigste Vorhaben ist zweifelsohne, das Sinken des Grundwasserspiegels in ein Ansteigen umzukehren. Nachdem festgestellt wurde, dass sich der Ausbau des zentralen Entwässerungsgrabens „Landesgrenzgraben“ extrem negativ auf den Wasserhaushalt der verbliebenen Riedtorfe ausgewirkt hatte, wurden daraufhin drei neue Stauwehre eingebaut. Auch im Kulturgraben wurden in den 90er Jahren Wehre eingebaut, die die flächige Wasserverteilung optimieren sollen. Die erste Wiedervernässung des bayrischen NSG Leipheimer Donaumoos startete 2006 mit dem Bau eines 3,7 km langen unterirdischen Nauwasser-Rohrs, so dass ab 2011 NSG-Flächen je nach Bedarf mit bis zu 90 l/s Wasser versorgt werden können (vgl. auch diesbezüglich die ARGE in den Weblinks). Für einen zweiten Vernässungsbaustein „Dauerstau Grenzgraben“ ist die Beantragung des Einbaus von fünf weiteren Stauwehren in Vorbereitung; möglicherweise wird ein Antrag für die gegenüberliegenden Naturschutzgebiete von Baden-Württemberg und Bayern gemeinsam ergehen. Der Kiesabbau und Baggerseen als Folge greifen so stark in den Wasserhaushalt der Feuchtgebiete ein, dass verhandelt wird, Seen zum Teil zu verfüllen und zu erreichen, dass neue Kiesabbauverfahren nicht mehr genehmigungsfähig sind. Mit dem Vernässungs- und Abflussregime konnte bereits auf Teilen der Flächen des Leipheimer Mooses erreicht werden, den Grundwasser-Flurabstand auf 30 cm zu bringen.

### Revitalisierung weiterer moortypischer Eigenschaften

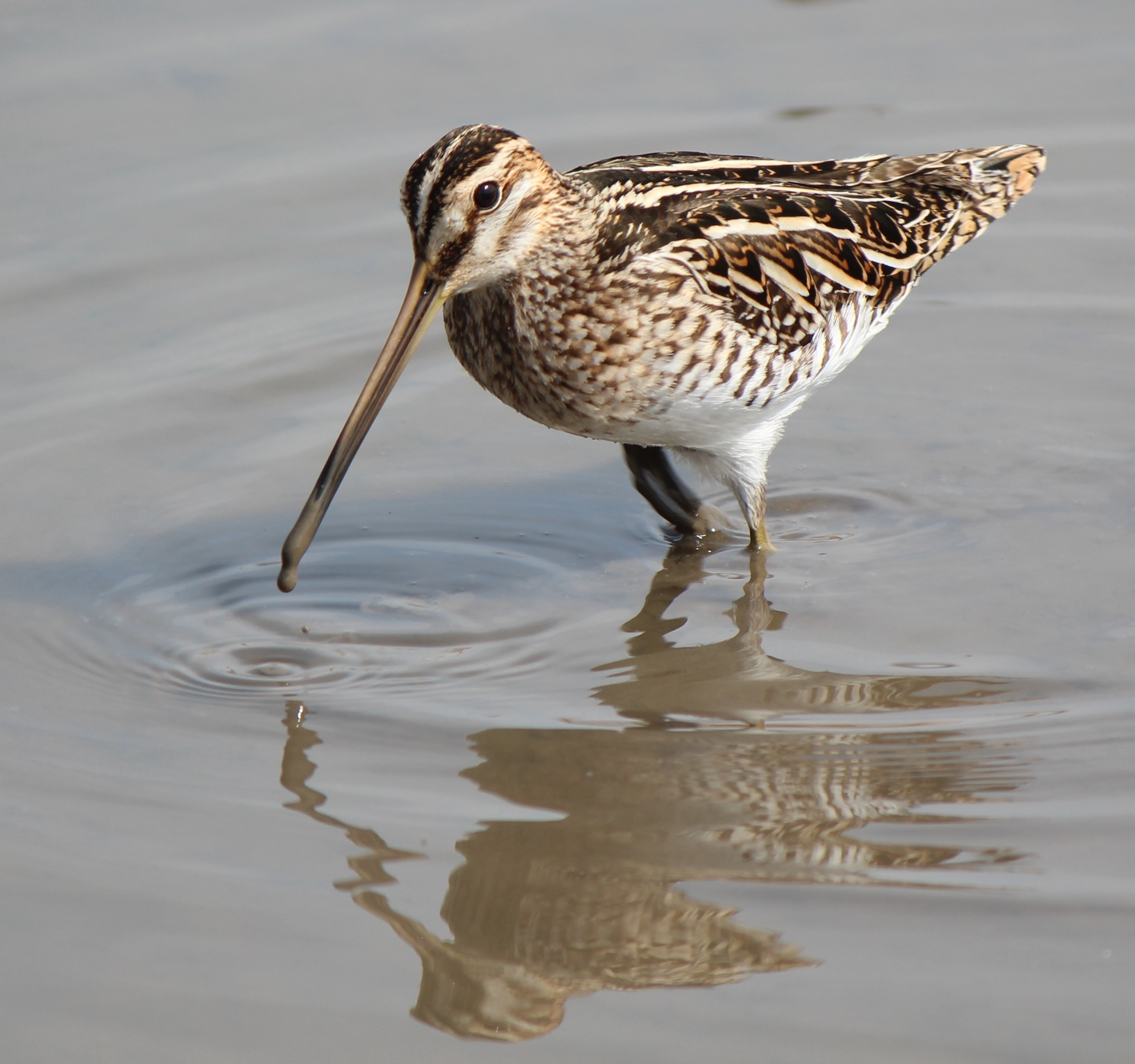
Bekassine-Populationen kehren gerne ins wiedervernässte Schwäbische Donaumoos zurück

„Vermutlich sind die Auswirkungen durch Speicherung des Wassers im Torfkörper und im Wurzelraum aber noch weiträumiger, und es wird dadurch mittel- und langfristig eine Änderung der Vegetationsgesellschaften hin zu niedermoortypischen Gesellschaften geben.“
Initiativen in Baden-Württemberg und Bayern widmen sich seit mehr als 25 Jahren
- der Optimierung bei der Landwirtschaft, der Trinkwassergewinnung, der Aufwertung des Stellenwerts des Naturschutzes, der Gleichwertigkeit und Nachhaltigkeit durch rechtliche Maßnahmen, der Optimierung und politischen und gesellschaftlichen Aufwertung

- der Analyse und Reduzierung von Schadstoffen, Eutrophierung (Massentierhaltung, Gülle, Kunstdünger, Pflanzenschutzmittel)

- der Bemühung, das Naturverständnis für zeitlich differenzierte Nutzung von Grünland zu wecken.

- der Pflege und Erweiterung von drei Naturschutzgebieten.

Ausdauerndes, kooperatives Arbeiten, länderübergreifend, mit vielen, u. a. lokalen Institutionen und Arbeitsgruppen, wie auch die Rahmenverträge mit den beiden Bauernverbänden zur Regelung von Entschädigung und Landverkauf sollen einen nachhaltigen Erfolg sichern.
Gute Beispiele für die Rückkehr eines Lebensraum bietenden, naturnahen Niedermoors sind es, wenn
- Gehölzsukzessionen zurückgedrängt werden und Besucher auf gebohlte Wege gelenkt werden können.[50]

- Biodiversität und Artenvielfalt, die auf den gestalteten Weideflächen ungleich höher sind als auf (Schnitt-)Wiesen oder gar Äckern, zunehmen. Feuchtezeiger wie z. B. Amphibien, Insekten, Gelb-Segge, Pfeifengras wurden dadurch begünstigt und werden deswegen auch häufiger angetroffen.[49]

- die Populationen der Stand- und Zugvogelarten in den letzten Jahren wieder wachsen.

- - Die Populationen der typischen Wiesenbrüter wie Bekassine und Großer Brachvogel (Numenius arquata) sind seit 1990 in Deutschland extrem rückläufig. Die Vogelart Bekassine findet in den wiedervernässten Wiesen der Naturschutzgebiete die weithin offenen Flächen mit vielen Flachwasserbereichen, die sie vor allem zur Nahrungssuche braucht. Auch die Großseggen verbreiten sich wieder, in deren horstartigen Bulten die Bekassine gerne brütet. „Die Brutpaarzahlen der Bekassine nehmen im Schwäbischen Donaumoos in folge der umfangreichen Entbuschungen und der Wiedervernässung seit Mitte der 1990er Jahre beständig zu - von 12 BP 1993 auf nun 47 (2016)!“[51] „Die Bruten außerhalb des Naturschutzgebiets im Vogelschutzgebiet korrelieren immer mit sehr hohen Wasserständen in diesen Teilgebieten.“ Zwar werden offene Flächen nach der Wiedervernässung regelmäßig als Rastplatz von kleinen Trupps des Großen Brachvogels genutzt (am 27. September 2012 14 Große Brachvögel bei der Nahrungssuche mit Foto.[52]) Ein Bruterfolg aber „ist heute meist nicht mehr ausreichend, um die Populationen am Leben zu erhalten.“[50]

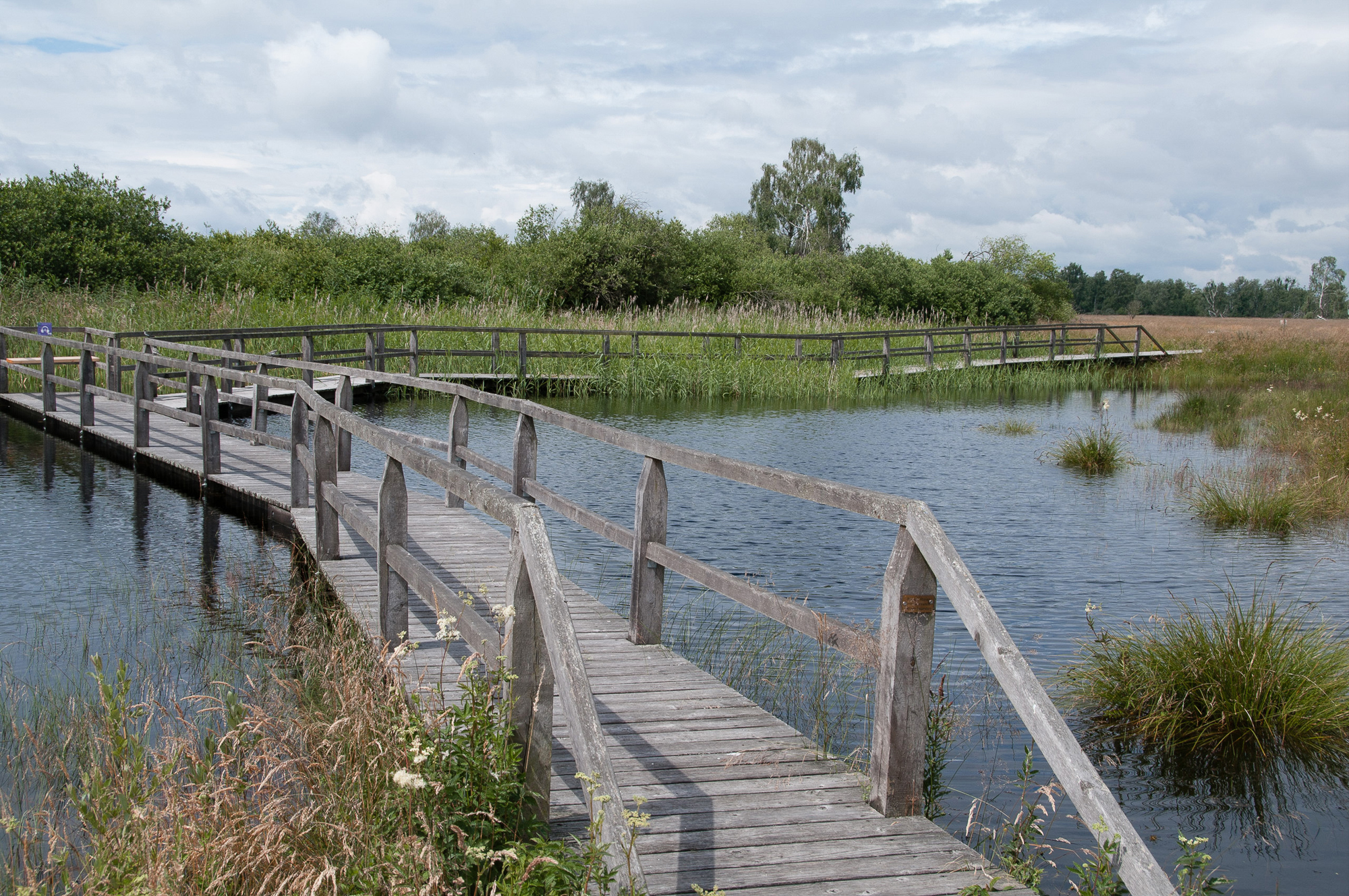
Bohlenweg durch das NSG Leipheimer Moos

Seit 2009 können Besucher fußläufig auf sensibel geführten Bohlenwegen vom Ort Leipheim bis in das gleichnamige Naturschutzgebiet wandern und so beeindruckende Einblicke in die wertvollen Lebensräume der Feuchtgebiete und Moore gewinnen, ohne dass die Naturschutzbereiche direkt betreten und die seltenen Tier- und Pflanzenarten dadurch gestört werden.
Einen entscheidenden Anteil an den vielfältigen Maßnahmen zum Naturschutz tragen seit mehr als 25 Jahren die Arbeitsgemeinschaft Schwäbisches Donaumoos e.V., die AG Donaumoos Langenau e.V. und der Landesbund für Vogelschutz Bayern. 2000 wurde in Bächingen eine Informations – und Bildungsstätte, ein Museum über die Lebensräume des schwäbischen Donautals, das „mooseum Forum Schwäbisches Donautal“, eröffnet.